# 7575 Kimuraseiji
7575 Kimuraseiji eller 1989 YK är en asteroid i huvudbältet som upptäcktes den 22 december 1989 av de japanska astronomerna Yoshio Kushida och Osamu Muramatsu vid Yatsugatake-Kobuchizawa-observatoriet. Den är uppkallad efter amatörastronomen Seiji Kimura.